# Има ли пилот в самолета? 2
„Има ли пилот в самолета? 2“ (на английски: Airplane II: The Sequel) e американски пародиен филм от 1982 г., написан и режисиран от Кен Финкелман (в режисьорския му дебют) и участват Робърт Хейс, Джейн Хогърти, Лойд Бриджис, Чад Еверет, Уилям Шатнър, Рип Торн и Сони Боно. Като продължение на „Има ли пилот в самолета?“ (1980), премиерата на филма е на 10 декември 1982 г. от Парамаунт Пикчърс.